# René Deroux
Pour les articles homonymes, voir Deroux.
Ne doit pas être confondu avec René Leroux ou René Le Roux.
René Deroux, né le 15 juin 1913 à Kassakpéré au Dahomey (actuel Bénin) et mort le 30 mars 1976, est un médecin et homme politique béninois.

## Biographie
René Deroux naît le 15 juin 1913 à Kassakpéré près de Nikki au Dahomey. Élève à l'École primaire supérieure Victor-Ballot, il fait partie de la promotion 1928. Il est diplômé de l'École normale William-Ponty et de l'École de médecine de l'Afrique-Occidentale française à Dakar.
Inscrit sur la liste du Groupement ethnique du Nord (GEN) en tant que colistier d'Hubert Maga, il remporte les élections législatives françaises du 17 juin 1951. Hubert Maga devient par conséquent député du Dahomey à l'Assemblée nationale française.
Toujours sous l'étiquette du GEN, René Deroux se présente ensuite aux élections territoriales et est élu conseiller territorial le 30 mars 1952.
En janvier 1953, Hubert Maga rebaptise son parti sous le nom de Mouvement démocratique dahoméen (MDD) afin de gommer l'aspect « ethnique » et de donner une résonance nationale. Le MDD se rapproche du Parti républicain dahoméen (PRD) de Sourou Migan Apithy pour présenter la paire Hazoumé (PRD)-Deroux (MDD) à l'élection des représentants du territoire à l'Assemblée de l'Union française. Pour les contrecarrer, l'Union progressiste dahoméenne (UPD) et le Bloc populaire africain (BPA) forment, eux aussi, une coalition électorale qui envoie le duo Zinsou (UPD)-Ahomadegbé (BPA) aux suffrages des membres de l'Assemblée territoriale. Le 10 octobre 1953, le tandem du PRD-MDD remporte l'élection avec 37 voix contre 12. René Deroux devient conseiller de l'Union française pour cinq ans et Émile Derlin Zinsou qui était vice-président de l'Assemblée perd son siège.
Le 22 mai 1959, Hubert Maga est élu, à l'unanimité, Premier ministre par l'Assemblée législative. À l'issue de ce vote, il compose son premier gouvernement et nomme le 26 mai René Deroux ministre de la Santé publique, de la Population et des Affaires sociales,. Il demeure ministre de la Santé, malgré les différents remaniements ministériels, tout le long du premier mandat d'Hubert Maga, interrompu par le coup d'État du colonel Christophe Soglo le 28 octobre 1963. Tous les ministres du gouvernement Maga sont brièvement emprisonnés par l'armée, puis libérés le 31 octobre. Par la suite, en compagnie de trois autres anciens ministres, René Deroux accompagne le colonel Soglo et le président déchu dans une tournée de communication à travers le nord du pays pour s'adresser aux populations au sujet de la situation traversée par le Dahomey.
Il est nommé membre du conseil de l'ordre national du Dahomey par Christophe Soglo le 11 mars 1966 et le reste jusqu'au milieu des années soixante-dix,,.
Après la prise du pouvoir forcée, René Deroux devient médecin-chef de l'Organisation commune Dahomey-Niger des chemins de fer et des transports (OCDN) à Cotonou. 
René Deroux meurt le 30 mars 1976,.

## Distinctions
- Commandeur de l'ordre national du Dahomey (1962)[16].
- Commandeur de l'ordre du Mérite social (1966)[17].
- Commandeur de l'ordre du Mérite agricole (1966)[18].
- Grand officier de l'ordre national du Dahomey (1970)[14].